# Draft de l'NBA del 1988
El Draft de l'NBA de 1988 es va celebrar el 28 de juny a Nova York.

## Primera ronda
|  | = All-Star |

| Posició | Jugador               | Nacionalitat         | Equip de l'NBA         | Origen (Universitat/club) |
| ------- | --------------------- | -------------------- | ---------------------- | ------------------------- |
| 1       | Danny Manning (PF)    | Estats Units         | Los Angeles Clippers   | Kansas                    |
| 2       | Rik Smits (C)         | Països Baixos        | Indiana Pacers         | Marist                    |
| 3       | Charles Smith (PF)    | Estats Units         | Philadelphia 76ers     | Pittsburgh                |
| 4       | Chris Morris (SF)     | Estats Units         | New Jersey Nets        | Auburn                    |
| 5       | Mitch Richmond (SG)   | Estats Units         | Golden State Warriors  | Kansas State              |
| 6       | Hersey Hawkins (SG)   | Estats Units         | Los Angeles Clippers   | Bradley                   |
| 7       | Tim Perry             | Estats Units         | Phoenix Suns           | Temple                    |
| 8       | Rex Chapman (SG)      | Estats Units         | Charlotte Hornets      | Kentucky                  |
| 9       | Rony Seikaly (C)      | Líban · Estats Units | Miami Heat             | Syracuse                  |
| 10      | Willie Anderson (SG)  | Estats Units         | San Antonio Spurs      | Georgia                   |
| 11      | Will Perdue (C)       | Estats Units         | Chicago Bulls          | Vanderbilt                |
| 12      | Harvey Grant (PF)     | Estats Units         | Washington Bullets     | Oklahoma                  |
| 13      | Jeff Grayer (PG)      | Estats Units         | Milwaukee Bucks        | Iowa State                |
| 14      | Dan Majerle (SF)      | Estats Units         | Phoenix Suns           | Central Michigan          |
| 15      | Gary Grant (PG)       | Estats Units         | Seattle SuperSonics    | Michigan                  |
| 16      | Derrick Chievous (SG) | Estats Units         | Houston Rockets        | Missouri                  |
| 17      | Eric Leckner (C)      | Estats Units         | Utah Jazz              | Wyoming                   |
| 18      | Ricky Berry           | Estats Units         | Sacramento Kings       | San Jose State            |
| 19      | Rod Strickland (PG)   | Estats Units         | New York Knicks        | DePaul                    |
| 20      | Kevin Edwards (SG)    | Estats Units         | Miami Heat             | DePaul                    |
| 21      | Mark Bryant (PF)      | Estats Units         | Portland Trail Blazers | Seton Hall                |
| 22      | Randolph Keys         | Estats Units         | Cleveland Cavaliers    | Southern Miss             |
| 23      | Jerome Lane (PF)      | Estats Units         | Denver Nuggets         | Pittsburgh                |
| 24      | Brian Shaw (SG)       | Estats Units         | Boston Celtics         | UC-Santa Barbara          |
| 25      | David Rivers (PG)     | Estats Units         | Los Angeles Lakers     | Notre Dame                |

## Segona ronda
| Posició | Jugador                   | Nacionalitat         | Equip de l'NBA         | Origen (Universitat/club) |
| ------- | ------------------------- | -------------------- | ---------------------- | ------------------------- |
| 26      | Rolando Ferreira (C)      | Brasil               | Portland Trail Blazers | Houston                   |
| 27      | Shelton Jones (F)         | Estats Units         | San Antonio Spurs      | St. John's                |
| 28      | Andrew Lang (C)           | Estats Units         | Phoenix Suns           | Arkansas                  |
| 29      | Vinny Del Negro (SG)      | Estats Units         | Sacramento Kings       | North Carolina State      |
| 30      | Fennis Dembo (PF)         | Estats Units         | Detroit Pistons        | Wyoming                   |
| 31      | Everette Stephens (G)     | Estats Units         | Philadelphia 76ers     | Purdue                    |
| 32      | Charles Shackleford (F/C) | Estats Units         | New Jersey Nets        | North Carolina State      |
| 33      | Grant Long (F)            | Estats Units         | Miami Heat             | Eastern Michigan          |
| 34      | Tom Tolbert (F/C)         | Estats Units         | Charlotte Hornets      | Arizona                   |
| 35      | Sylvester Gray (F)        | Estats Units         | Miami Heat             | Memphis                   |
| 36      | Ledell Eackles (G/F)      | Estats Units         | Washington Bullets     | New Orleans               |
| 37      | Greg Butler (C)           | Estats Units         | New York Knicks        | Stanford                  |
| 38      | Dean Garrett (C)          | Estats Units         | Phoenix Suns           | Indiana                   |
| 39      | Tito Horford (C)          | República Dominicana | Milwaukee Bucks        | Miami (FL)                |
| 40      | Orlando Graham (F)        | Estats Units         | Miami Heat             | Auburn-Montgomery         |
| 41      | Keith Smart (G)           | Estats Units         | Golden State Warriors  | Indiana                   |
| 42      | Jeff Moe (SG)             | Estats Units         | Utah Jazz              | Iowa                      |
| 43      | Todd Mitchell (F)         | Estats Units         | Denver Nuggets         | Purdue                    |
| 44      | Anthony Taylor (G)        | Estats Units         | Atlanta Hawks          | Oregon                    |
| 45      | Tom Garrick (G)           | Estats Units         | Los Angeles Clippers   | Rhode Island              |
| 46      | Morlon Wiley (G)          | Estats Units         | Dallas Mavericks       | Long Beach State          |
| 47      | Vernon Maxwell (SG)       | Estats Units         | Denver Nuggets         | Florida                   |
| 48      | Micheal Williams (G)      | Estats Units         | Detroit Pistons        | Baylor                    |
| 49      | Jose Vargas (C/PF)        | República Dominicana | Dallas Mavericks       | LSU                       |
| 50      | Steve Kerr (PG)           | Estats Units         | Phoenix Suns           | Arizona                   |

## Tercera ronda
| Posició | Jugador                  | Nacionalitat | Equip de l'NBA         | Origen (Universitat/club)   |
| ------- | ------------------------ | ------------ | ---------------------- | --------------------------- |
| 51      | Rob Lock (F)             | Estats Units | Los Angeles Clippers   | Kentucky                    |
| 52      | Derrek Hamilton (SF)     | Estats Units | Los Angeles Clippers   | Southern Miss               |
| 53      | Anthony Mason (SF/PF)    | Estats Units | Portland Trail Blazers | Tennessee State             |
| 54      | Jorge González (C)       | Argentina    | Atlanta Hawks          | Cañada de Gómez (Argentina) |
| 55      | Rodney Johns (PG)        | Estats Units | Phoenix Suns           | Grand Canyon                |
| 56      | Barry Sumpter (F/C)      | Estats Units | San Antonio Spurs      | Austin Peay                 |
| 57      | Hernan Montenegro (PF/C) | Argentina    | Philadelphia 76ers     | LSU                         |
| 58      | Jeff Moore (PF)          | Estats Units | Charlotte Hornets      | Auburn                      |
| 59      | Nate Johnston (F)        | Estats Units | Miami Heat             | Tampa                       |
| 60      | Ed Davender (PG)         | Estats Units | Washington Bullets     | Kentucky                    |
| 61      | Herbert Crook (SF/SG)    | Estats Units | Indiana Pacers         | Louisville                  |
| 62      | Derrick Lewis (PF)       | Estats Units | Chicago Bulls          | Maryland                    |
| 63      | Mike Jones (PF)          | Estats Units | Milwaukee Bucks        | Auburn                      |
| 64      | Winston Bennett (F)      | Estats Units | Cleveland Cavaliers    | Kentucky                    |
| 65      | Corey Gaines (G)         | Estats Units | Seattle SuperSonics    | Loyola Marymount            |
| 66      | Dwight Boyd (SG)         | Estats Units | Denver Nuggets         | Memphis State               |
| 67      | Ricky Grace (G)          | Estats Units | Utah Jazz              | Oklahoma                    |
| 68      | Darryl Middleton (PF)    | Estats Units | Atlanta Hawks          | Baylor                      |
| 69      | Phil Stinnie (PF)        | Estats Units | New York Knicks        | Virginia Commonwealth       |
| 70      | Jerry Johnson (PG)       | Estats Units | Dallas Mavericks       | Florida Southern            |
| 71      | Craig Neal (G)           | Estats Units | Portland Trail Blazers | Georgia Tech                |
| 72      | Lee Johnson (PF)         | Estats Units | Detroit Pistons        | Norfolk State               |
| 73      | Michael Anderson (G)     | Estats Units | Indiana Pacers         | Drexel                      |
| 74      | Gerald Paddio (F/G)      | Estats Units | Dallas Mavericks       | UNLV                        |
| 75      | Archie Marshall (SF)     | Estats Units | San Antonio Spurs      | Kansas                      |